# HeeJin
HeeJin è un singolo del girl group sudcoreano Loona, pubblicato nel 2016 dalla cantante HeeJin come prima parte del progetto di pre-debutto.

## Tracce
Testi di GDLO e Park Ji-yoon, musiche di G-High e Choi Young-kyung (MonoTree).
1. ViViD – 3:22
2. ViViD (Acoustic Mix) – 3:36

## Classifiche
| Classifica (2016) | Posizione massima |
| ----------------- | ----------------- |
| Corea del Sud     | 31                |